# Sklavenmoral
Die Sklavenmoral ist ein philosophischer Begriff nach Friedrich Nietzsche, der das Gegenstück zur Herrenmoral darstellt. Beide Moralsysteme werden definiert in: Jenseits von Gut und Böse, Was ist vornehm, Abschnitt Nr. 260:
„Gesetzt, daß die Vergewaltigten, Gedrückten, Leidenden, Unfreien, ihrer selbst Ungewissen und Müden moralisieren: was wird das Gleichartige ihrer moralischen Wertschätzungen sein? ... Der Blick des Sklaven ist abgünstig für die Tugenden des Mächtigen: er hat Skepsis und Mißtrauen ... gegen alles »Gute«, was dort geehrt wird -, er möchte sich überreden, daß das Glück selbst dort nicht echt sei. Umgekehrt werden die Eigenschaften hervorgezogen und mit Licht übergossen, welche dazu dienen, Leidenden das Dasein zu erleichtern: hier kommt das Mitleiden, die gefällige hilfsbereite Hand, das warme Herz, die Geduld, der Fleiß, die Demut, die Freundlichkeit zu Ehren ... Die Sklaven-Moral ist wesentlich Nützlichkeitsmoral.“
Der grundlegende Gegensatz ist für die Sklavenmoral „gut“ und „böse“:
„Nach der Sklaven-Moral erregt also der »Böse« Furcht; nach der Herren-Moral ist es gerade der »Gute«, der Furcht erregt und erregen will, während der »schlechte« Mensch als der verächtliche empfunden wird.“
„Gut“ ist der ungefährliche Mensch:
„... er ist gutmütig, leicht zu betrügen, ein bißchen dumm vielleicht, un bonhomme. Überall, wo die Sklaven-Moral zum Übergewicht kommt, zeigt die Sprache eine Neigung, die Worte »gut« und »dumm« einander anzunähern.“
Die psychologische Ursache dieser Art Moral sieht Nietzsche im Ressentiment (Zur Genealogie der Moral, »Gut und Böse«, »Gut und Schlecht«, Abschnitt Nr. 10):
„Der Sklavenaufstand in der Moral beginnt damit, daß das Ressentiment selbst schöpferisch wird und Werte gebiert: das Ressentiment solcher Wesen, denen die eigentliche Reaktion, die der Tat, versagt ist, die sich nur durch eine imaginäre Rache schadlos halten. Während alle vornehme Moral aus einem triumphierenden Ja-sagen zu sich selber herauswächst, sagt die Sklaven-Moral von vornherein Nein zu einem »Außerhalb«, zu einem »Anders«, zu einem »Nicht- selbst«: und dies Nein ist ihre schöpferische Tat. ... die Sklaven-Moral bedarf, um zu entstehn, immer zuerst einer Gegen- und Außenwelt, sie bedarf, physiologisch gesprochen, äußerer Reize, um überhaupt zu agieren – ihre Aktion ist von Grund aus Reaktion.“
Für Nietzsche findet sich der Ursprung in der jüdischen Kultur.
„Die menschliche Geschichte wäre eine gar zu dumme Sache ohne den Geist, der von den Ohnmächtigen her in sie gekommen ist – nehmen wir sofort das größte Beispiel. Alles, was auf Erden gegen »die Vornehmen«, »die Gewaltigen«, »die Herren«, »die Machthaber« getan worden ist, ist nicht der Rede wert im Vergleich mit dem, was die Juden gegen sie getan haben; die Juden, jenes priesterliche Volk, das sich an seinen Feinden und Überwältigern zuletzt nur durch eine radikale Umwertung von deren Werten, also durch einen Akt der geistigsten Rache Genugtuung zu schaffen wußte. ... Man weiß, wer die Erbschaft dieser jüdischen Umwertung gemacht hat ... daß nämlich mit den Juden der Sklavenaufstand in der Moral beginnt: jener Aufstand, welcher eine zweitausendjährige Geschichte hinter sich hat und der uns heute nur deshalb aus den Augen gerückt ist, weil er – siegreich gewesen ist...“
(Zur Genealogie der Moral, »Gut und Böse«, »Gut und Schlecht«, Abschnitt Nr. 7)